# Mount Plymouth
Mount Plymouth – jednostka osadnicza w Stanach Zjednoczonych, w stanie Floryda, w hrabstwie Lake.